# 约瑟夫·施奈德
约瑟夫·施奈德（德語：Josef Schneider，1891年3月5日—1966年5月）是一位瑞士男子赛艇赛艇运动员，曾代表瑞士参加1924年夏季奥林匹克运动会，获得男子单人双桨铜牌。他于1966年在图恩去世。